# Букс (Франция)
Букс (фр. Boutx, окс. Bots) — коммуна во Франции, находится в регионе Юг — Пиренеи. Департамент — Верхняя Гаронна. Входит в состав кантона Сен-Беа. Округ коммуны — Сен-Годенс.
Код INSEE коммуны — 31085.

## География
Коммуна расположена приблизительно в 680 км к югу от Парижа, в 100 км к юго-западу от Тулузы.

## Климат
Климат умеренно-океанический. Зима мягкая и снежная, весна характеризуется сильными дождями и грозами, лето сухое и жаркое, осень солнечная. Преобладают сильные юго-восточные и северо-западные ветры.

## Население
Население коммуны на 2010 год составляло 274 человека.
| 1962 | 1968 | 1975 | 1982 | 1990 | 1999 | 2010 |
| ---- | ---- | ---- | ---- | ---- | ---- | ---- |
| 250  | 346  | 304  | 362  | 324  | 260  | 274  |

## Администрация
| Период | Период | Фамилия          | Партия | Примечания |
| ------ | ------ | ---------------- | ------ | ---------- |
| 1993   | 2014   | Андре Меладзини  |        |            |
| 2014   | 2020   | Фабьен Меладзини |        |            |

## Экономика
В центре коммуне расположен горнолыжный курорт Ле-Муртис.
В 2010 году среди 181 человека трудоспособного возраста (15—64 лет) 117 были экономически активными, 64 — неактивными (показатель активности — 64,6 %, в 1999 году было 73,8 %). Из 117 активных жителей работали 110 человек (60 мужчин и 50 женщин), безработных было 7 (4 мужчины и 3 женщины). Среди 64 неактивных 10 человек были учениками или студентами, 31 — пенсионерами, 23 были неактивными по другим причинам.

## Достопримечательности
- Церковь Св. Георгия
- Церковь Рождества Пресвятой Богородицы
- Часовня Нотр-Дам